# Ähtäri
Ähtäri (suédois : Etseri) est une ville du centre-ouest de la Finlande, dans la région d'Ostrobotnie du Sud.

## Histoire
L'histoire de la ville est singulièrement différente des autres municipalités d'Ostrobotnie du Sud. En effet, la paroisse n'a jamais fait partie de la province historique d'Ostrobotnie mais était située aux confins du Satakunta et du Häme.
En raison de la présence du système de moraines de Suomenselkä, la terre était très peu fertile et difficile à mettre en valeur. C'est ce qui explique historiquement les faibles niveaux de population. 23 habitations en 1600, 239 habitants en 1721, seulement 748 en 1810.
Le XIXe siècle verra un décollage, modeste toujours, avec l'implantation de petites industries en commençant par une scierie en 1833 et une forge en 1841. Le seuil des 5 000 habitants est franchi en 1891. La population culmine dans les années 1950 autour de 8 500 âmes avant d'amorcer un déclin qui s'est accéléré au cours des dernières années.

## Géographie
La commune est très étendue et joue à elle seule le rôle de transition entre les plaines d'Ostrobotnie et la région des lacs. Le relief est nettement présent mais jamais imposant, consistant en un réseau compliqué de moraines et d'eskers. La forêt domine largement le paysage. On y trouve en tout 16 villages mais le centre administratif regroupe à lui seul un peu plus des deux tiers de la population totale.
Les villes importantes les plus proches sont la capitale régionale Seinäjoki à 85 km, Jyväskylä à 110 km et Vaasa à 145.
Les municipalités voisines sont:
- Côté Ostrobotnie du Sud, Alavus à l'ouest, Alajärvi au nord-ouest, Soini au nord.
- Côté Finlande-Centrale, Saarijärvi à l'est, Multia au sud-est et Keuruu au sud.
- Enfin, au sud-ouest, Virrat dans le Pirkanmaa.

## Démographie
Depuis 1980, l'évolution démographique d'Ähtäri est la suivante, :
| Année      | 1980  | 1985  | 1990  | 1995  | 2000  | 2005  |
| ---------- | ----- | ----- | ----- | ----- | ----- | ----- |
| population | 7 548 | 7 826 | 7 814 | 7 598 | 7 215 | 6 885 |

| Année       | 2010  | 2015  | 2020  |
| ----------- | ----- | ----- | ----- |
| 'population | 6 482 | 6 172 | 5 608 |

## Économie
| Employeur                    | Secteur                               | Nombre d'employés |
| ---------------------------- | ------------------------------------- | ----------------- |
| Ähtärin kaupunki             | services publics                      | 320               |
| Inhan Tehtaat Oy Ab          | fabrication de bateaux                | 190               |
| Ähtärin terveyskeskus        | service de santé                      | 140               |
| Ähtärin Varikko              | Défense nationale                     | 130               |
| Ähtärin sairaala             | service de santé                      | 100               |
| Silver-Veneet Oy             | fabrication de bateaux                | 52                |
| Tankki Oy                    | Fabrication de réservoirs métalliques | 70                |
| Ähtärin ammatti-instituutti  | Formation professionnelle             | 50                |
| Tuomarniemen metsäoppilaitos | Formation professionnelle             | 50                |
| REMU Oy                      | ympäristöteknologia                   | 41                |
| Muovilami Oy                 | muovituotteiden valmistus             | 39                |

## Transports
Ähtäri est traversée par la route nationale 18 (Jyväskylä-Vaasa) et par la route principale 68 (Virrat-Pietarsaari).
Ähtäri est reliée à Keuruu par la seututie 621 (route régionale 621).
Les aéroports les plus proches sont l'aéroport de Seinäjoki (fi) situé à Ilmajoki a environ 75 kilomètres d'Ähtäri, l'aéroport de Jyväskylä à environ 115 kilomètres et l'aéroport de Tampere-Pirkkala à environ 145 kilomètres.

## Culture et loisirs
On y trouve un des plus importants zoo de Finlande, qui a survécu à la fermeture en 2005 du parc d'attractions Mini-Suomi.

## Jumelages
| Ville | Ville                        | Pays | Pays    |
| ----- | ---------------------------- | ---- | ------- |
|       | Audru Rural Municipality (d) |      | Estonie |
|       | Dujiangyan                   |      | Chine   |
|       | Lycksele                     |      | Suède   |

## Galerie

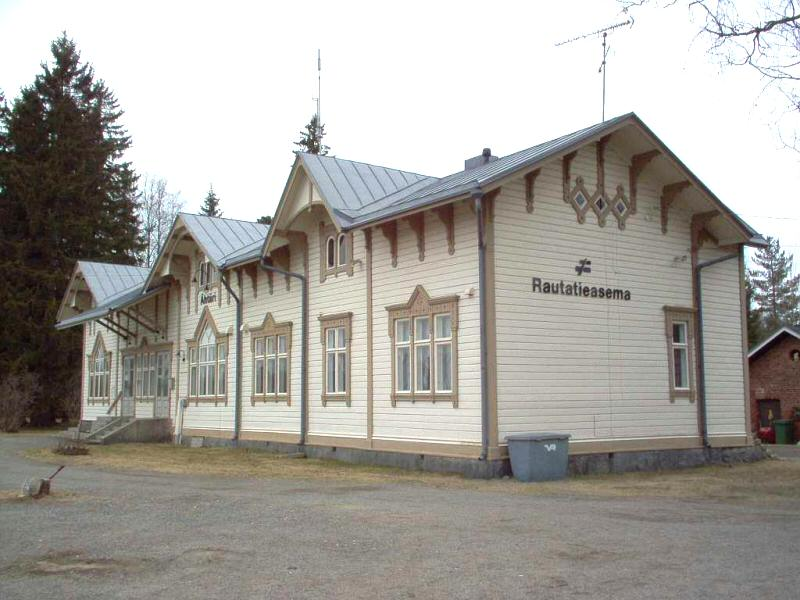
Gare d'Ähtäri.
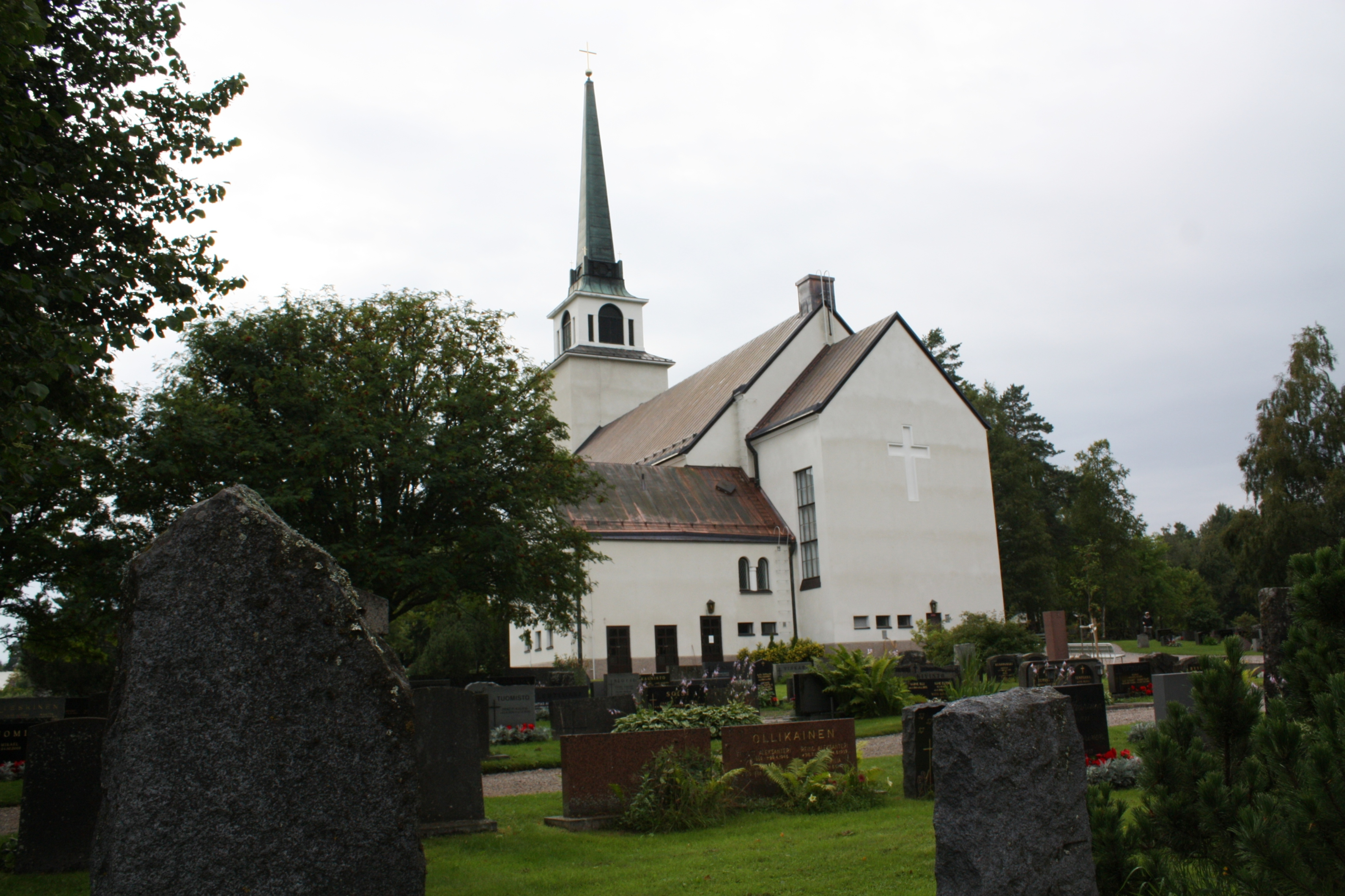
Église d'Ähtäri.
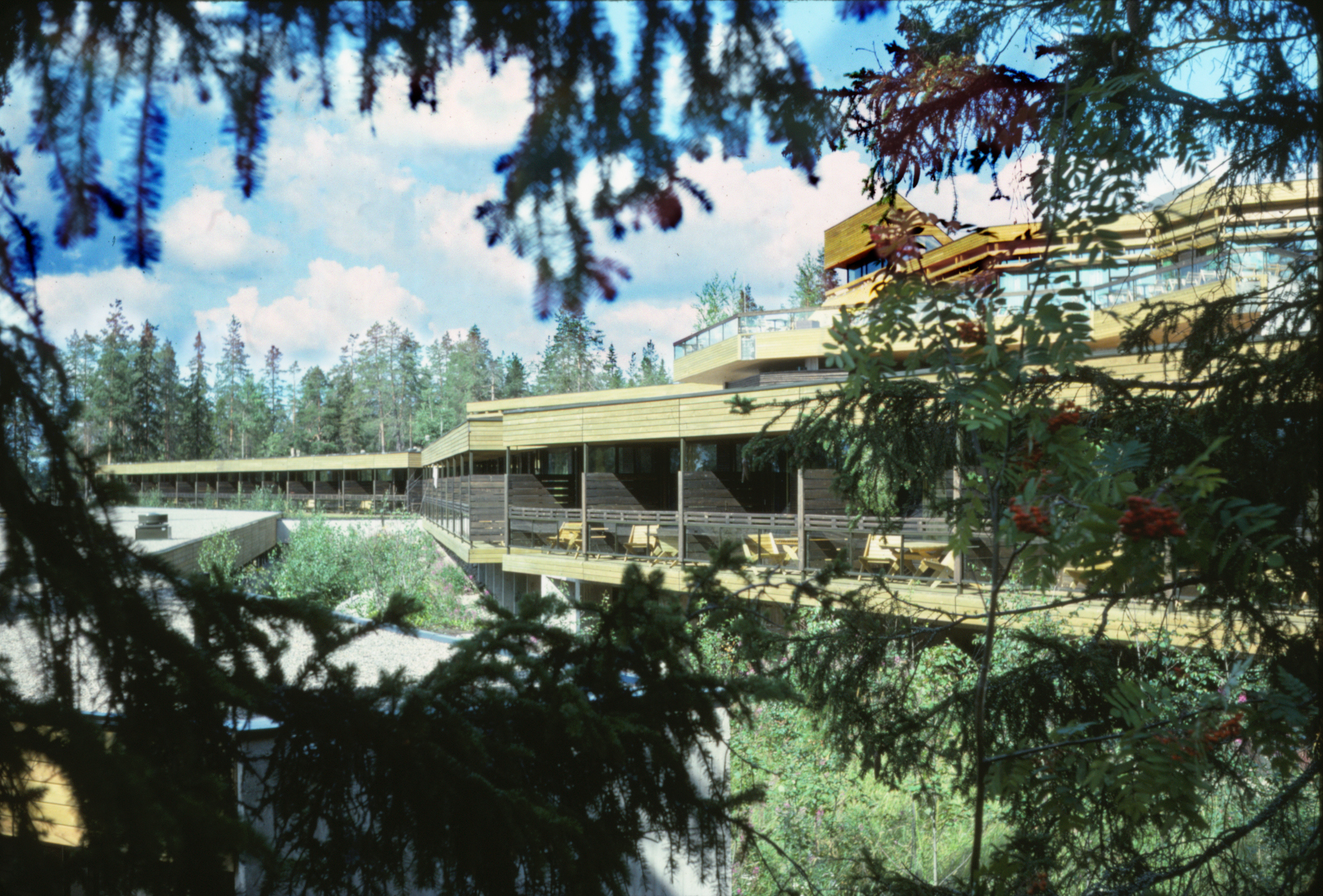
L'hôtel Mesikämmen.